# Louisiadsolfjäderstjärt
Louisiadsolfjäderstjärt (Rhipidura louisiadensis) är en fågel i familjen solfjäderstjärtar inom ordningen tättingar.

## Utbredning och systematik
Louisiadsolfjäderstjärt förekommer i D'Entrecasteauxöarna och Louisiaderna öster om sydöstra Nya Guinea. Den behandlas som monotypisk, det vill säga att den inte delas in i några underarter. Tidigare kategoriserades den som underart till rostgumpad solfjäderstjärt (R. rufifrons) och vissa gör det fortfarande. Sedan 2023 urskiljs den dock som egen art av IOC och eBird/Clements.

## Status
IUCN erkänner den ännu inte som art, varför dess hotstatus inte bestämts.